# Ниелла-Танаро
Ниелла-Танаро (итал. Niella Tanaro) — коммуна в Италии, располагается в регионе Пьемонт, в провинции Кунео.
Население составляет 1124 человека (2008 г.), плотность населения составляет 75 чел./км². Занимает площадь 15 км². Почтовый индекс — 12060. Телефонный код — 0174.
Покровителями коммуны почитаются свв. Иоаким и Анна, празднование 26 июля.

## Демография
Динамика населения:

## Администрация коммуны
- Официальный сайт: http://www.comune.niellatanaro.cn.it/